# 上海特别市政府
上海特别市政府是南京国民政府成立后上海市的最高行政机关，于民国16年7月7日成立，其依据为民国16年5月颁布的《上海特别市暂行条例》和民国17年7月颁布的《上海特别市组织法》，民国19年5月，中华民国国民政府颁布《上海市组织法》，改上海特别市为上海市。上海特别市政府是上海市、区两级建制成立的开端。

## 主要官员
市长
1. 黄郛（民国16年5月－民国16年8月）
2. 张定璠（民国16年8月－民国18年3月）
3. 张群（民国18年3月－民国19年5月）